# Adolfo Venturi (konsthistoriker)

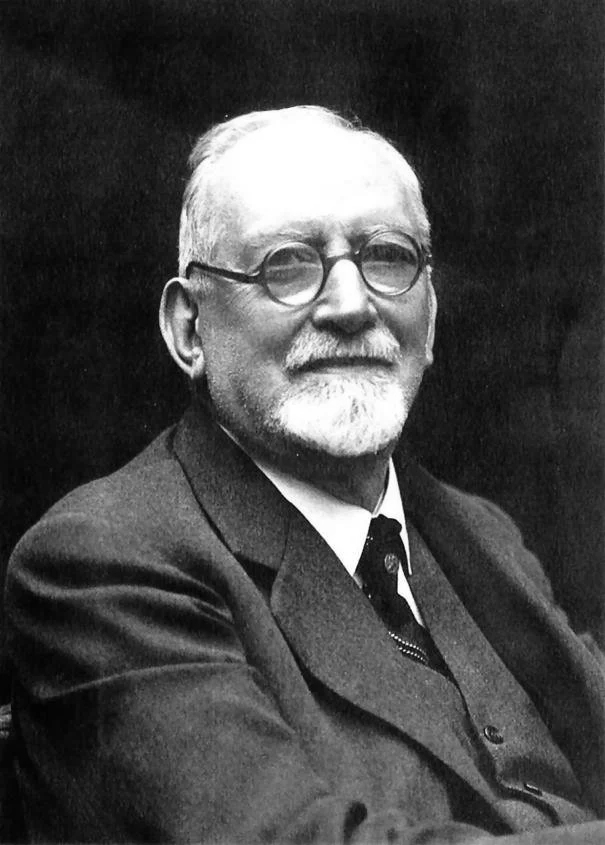
Adolfo Venturi.

Adolfo Venturi, född den 4 september 1856 i Modena, död den 10 juni 1941 i Santa Margherita Ligure, var en italiensk konstforskare. Han var far till Lionello Venturi, som följde i hans fotspår.
Venturi ägnade sig redan vid unga år åt museimannens kall, var konservator vid galleriet i sin födelsestad 1878–1887. Han flyttade därefter till Rom, där han 1888 vann anställning vid de kungliga museerna och var generalinspektör för de sköna konsterna till 1898. Venturi blev sistnämnda år direktör för nationalgalleriet (samlingarna i Palazzo Corsini) i Rom – en befattning, som han innehade till 1904 – och 1899 professor i konsthistoria vid Roms universitet. År 1898 blev han redaktör för facktidskriften "Arte". Som författare behandlade han uteslutande sitt eget lands konst. Han utgav arbeten om galleriet i Modena (1882), om madonnabilden (1900, översatt till franska, tyska och engelska), vidare det omfattande verket Gallerie nazionali italiane (5 delar, 1894–1902) och – hans huvudverk – Storia dell'arte italiana (1901–1940, 11 delar; skildrar konsten i Italien från den kristna tidens början). Det är ett grundläggande arbete, ett alster av gedigen och inträngande kunskap och överrikt på sakuppgifter, men utmärks mindre av konstnärlighet i framställningssättet. Venturi  lämnade dessutom detaljstudier i den kritiska upplagan av Giorgio Vasaris Vite 1896 och framåt och i facktidskrifter. Bland hans arbeten märks även Raffaello (1920).